# Karl von Jacobi (General)
Karl Jacobi, seit 1866 von Jacobi (* 24. Juni 1790 in Celle; † 4. Juni 1875 in Hannover) war ein hannoverscher General der Infanterie und Kriegsminister.

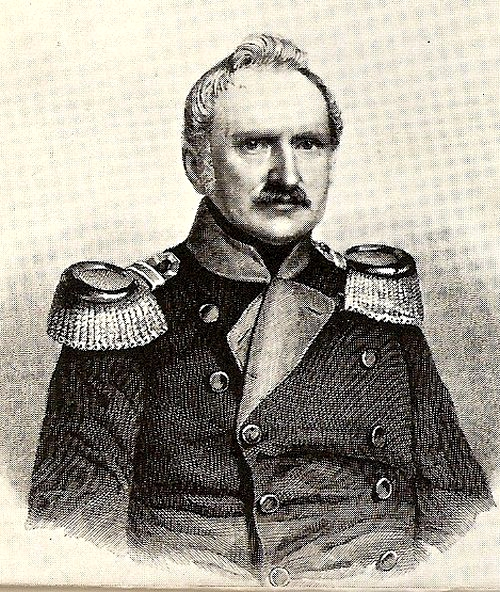
General von Jacobi

## Leben
Jacobi war ein Sohn von Andreas Ludolf Jacobi (1746–1825) und dessen zweiten Ehefrau Wilhelmine Thaer, einer Schwester von Albrecht Thaer. Er wuchs in Celle und Hannover auf. Ab 1808 studierte er an der Universität Göttingen Rechtswissenschaften und war dort Mitstifter und Mitglied im Corps Hannovera. Seine Studien setzte er 1809 nach der Göttinger Gendarmen-Affäre in Heidelberg fort und gehörte hier zum Kreis der Stifter des Corps Hannovera Heidelberg. Nach Beendigung seines Studiums wurde er 1811 Anwalt, zunächst in Celle, dann in Hannover.
In den Befreiungskriegen entdeckte er seine Vorliebe für das Militär und trat am 13. April 1813 als Sergeant in das Leichte Bataillon „Lüneburg“ der Hannoverschen Armee ein. Nach dreiwöchiger Dienstzeit wurde er, ohne jemals Fähnrich gewesen zu sein, zum Leutnant befördert. Bereits fünf Wochen später übernahm er das Kommando über eine Kompanie und noch einen Monat später, am 27. Juli 1813, war er Kapitän. Er nahm an den Schlachten von Quatre-Bras und Waterloo teil. Dabei wurde seine Kompanie das Opfer eines französischen Kavallerieangriffes. Die Kompanie wurde kurz nach 14.00 Uhr von ihrer Stellung, ca. 600 Meter nordwestlich von La Haye Sainte, aus in den Obstgarten des Hofes geschickt, während die anderen Kompanien um das Haus herum verteilt waren, um gegen die französischen Plänkler zu kämpfen. Bei einem unerwarteten Kavallerieangriff gelang es, durch die Verteilung der einzelnen Kompanien bedingt, nicht mehr, ein Karree zu formieren. Die Männer wurden einzeln und ohne eine Chance sich zu wehren niedergemacht. 20 wurden getötet, 37 verwundet. Damit hatte das Bataillon mehr als ein Drittel seiner ursprünglichen Stärke eingebüßt; als Einheit existierte es nicht mehr. Für seinen Einsatz in den beiden Schlachten erhielt Jacobi nach dem Krieg den Guelfenorden.
Nach dem Krieg gehörte Jacobi bis 1850 dem Generalstab an und wirkte von 1839 bis 1848 als außerordentliches Mitglied des Hannoverschen Staatsrats. Als Leiter der Generaladjutantur gewann er direkten Kontakt zu König Ernst August und wurde 1850 als Generalmajor Kriegsminister des Königreichs. Nach dem Tod von König Ernst August (1851) trat er wegen divergierender Auffassungen mit dessen Nachfolger König Georg V. zurück, wurde Mitglied des Hannoverschen Staatsrats, von 1852 bis 1855 berufenes Mitglied von 1856 bis 1866 erneut außerordentliches Mitglied des Hannoverschen Staatsrats. Ab 1854 war er zudem Bundestagsgesandter für das Königreich Hannover bei der deutschen Bundesversammlung des Deutschen Bundes in Frankfurt am Main.
Ende Mai 1854 trat Jacobi mit der Ernennung zum Kommandeur der 2. Infanterie-Division in den Truppendienst zurück, avancierte ein Jahr später zum Generalleutnant und erhielt am 18. Mai 1859 das Kommando über die 1. Infanterie-Division. In dieser Eigenschaft stieg er am 3. Dezember 1860 zum General der Infanterie auf. 1862 trat er in den Ruhestand und wurde am 17. Mai 1866 in den erblichen Adelsstand erhoben. Den Aufmarsch der Hannoverschen Truppen zur Schlacht bei Langensalza kommentierte er als Freund und Kenner Preußens vorausschauend mit „Finis Hannoverae“.
Der hannoversche Generalstabsoffizier Bernhard von Jacobi war einer seiner Söhne.

## Auszeichnungen
- Waterloo-Medaille
- Commandeur 2. Klasse des Guelphen-Ordens (1843)
- Commandeur 1. Klasse des Guelphen-Ordens (1850)

## Jakobistraße
Der 1850 als Gartenweg vorhandene Weg im heutigen hannoverschen Stadtteil List wurde 1854 amtlich Jacobistraße benannt. Die Straße, die vom heutigen Lister Platz zur Isernhagener Straße führt, wurde laut den Hannoverschen Geschichtsblättern von 1814 nach „dem Königlich hannoverschen General der Infanterie Karl von Jacobi“ benannt. Laut derselben Quelle ist die Straße jedoch „nach anderer Meinung benannt nach einem Jakob Buchhol, der das erste Haus daran baute“, möglicherweise der Maurergeselle Jakob Christian Ludwig Buchholz (* 1. November 1799; † 21. Juli 1855 in Hannover).

## Schriften
- Der Militair-Etat des Königreichs Hannover in politischer und finanzieller Hinsicht : zur Berichtigung der öffentlichen Meinung beleuchtet. Hahn, Hannover 1831.
- Das X. Armeecorps des Deutschen Bundesheeres. Hannover 1847 (2. Aufl. ebenda 1858, von seinem Sohne Bernhard v. Jacobi herausgegeben)
- Die Voreltern Jacobi : ein Gedenkbuch für die Nachkommen. [Jänecke], Hannover 1856 ULB Düsseldorf
- Aus meiner Jugendzeit. Memoiren, Verlag Gebr. Jaenicke, Hannover 1866.